# Rio Malatin
Le rio Malatin est un canal de Venise dans le sestiere de San Marco.

## Origine
Cet endroit fut nommé d'après la famille Malatini, venue de Modène au XIVe siècle. Un Bernardo Malatin déclara en 1582 de posséder différentes maisons ici.

## Description
Le rio Malatin a une longueur d'environ 85 mètres. Il prolonge le rio de San Maurizio à partir du ponte de la Malvasia Vecchia en sens ouest longeant le corte Malatin, puis effectue un coude vers le nord le long du campanile penché de Santo Stefano et le couvent éponyme sur son flanc est jusqu'au confluent des rio di Sant'Angelo et Menùo. 

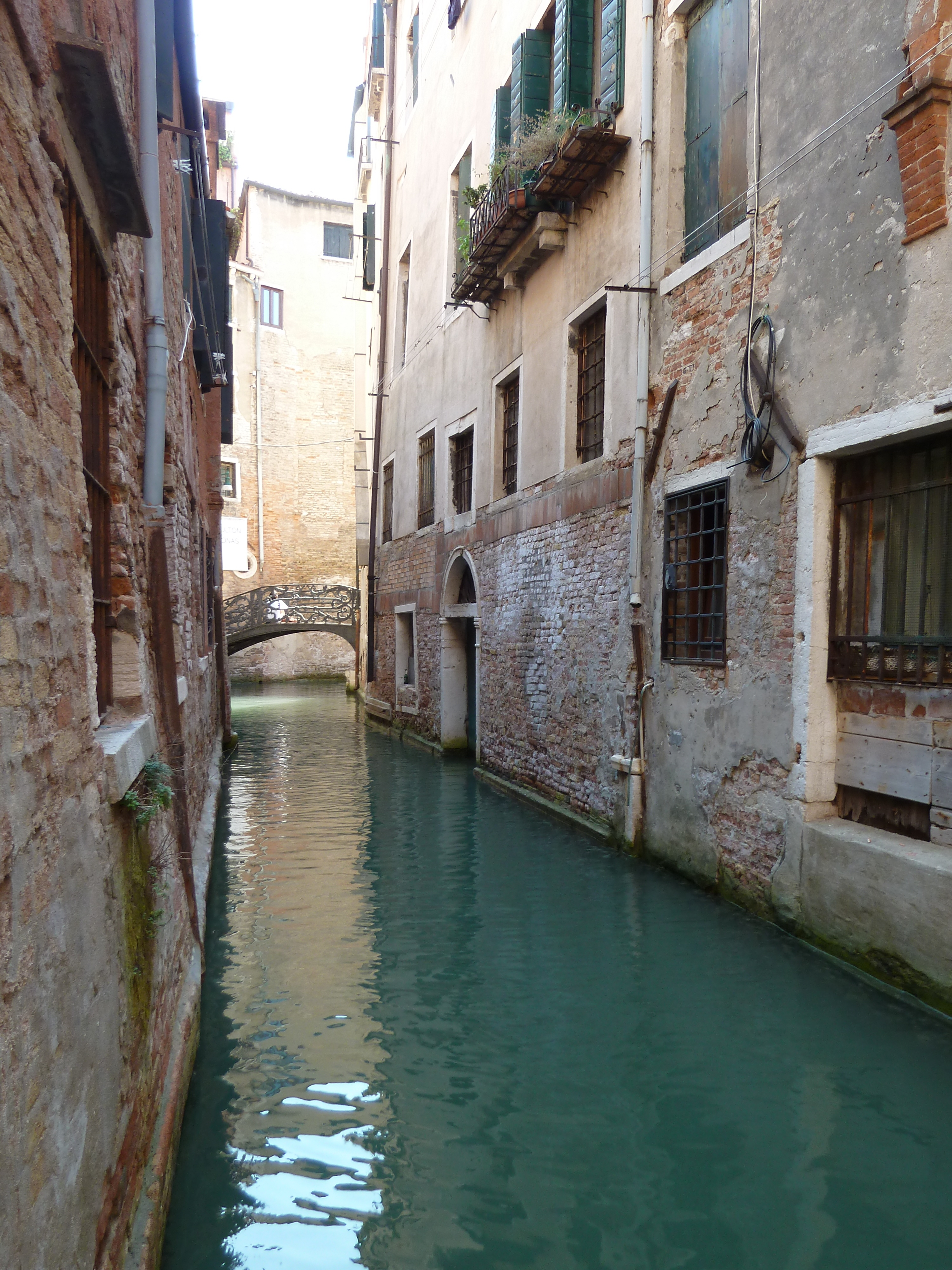
Le rio avec au bout le ponte de la Malvasia Vecchia
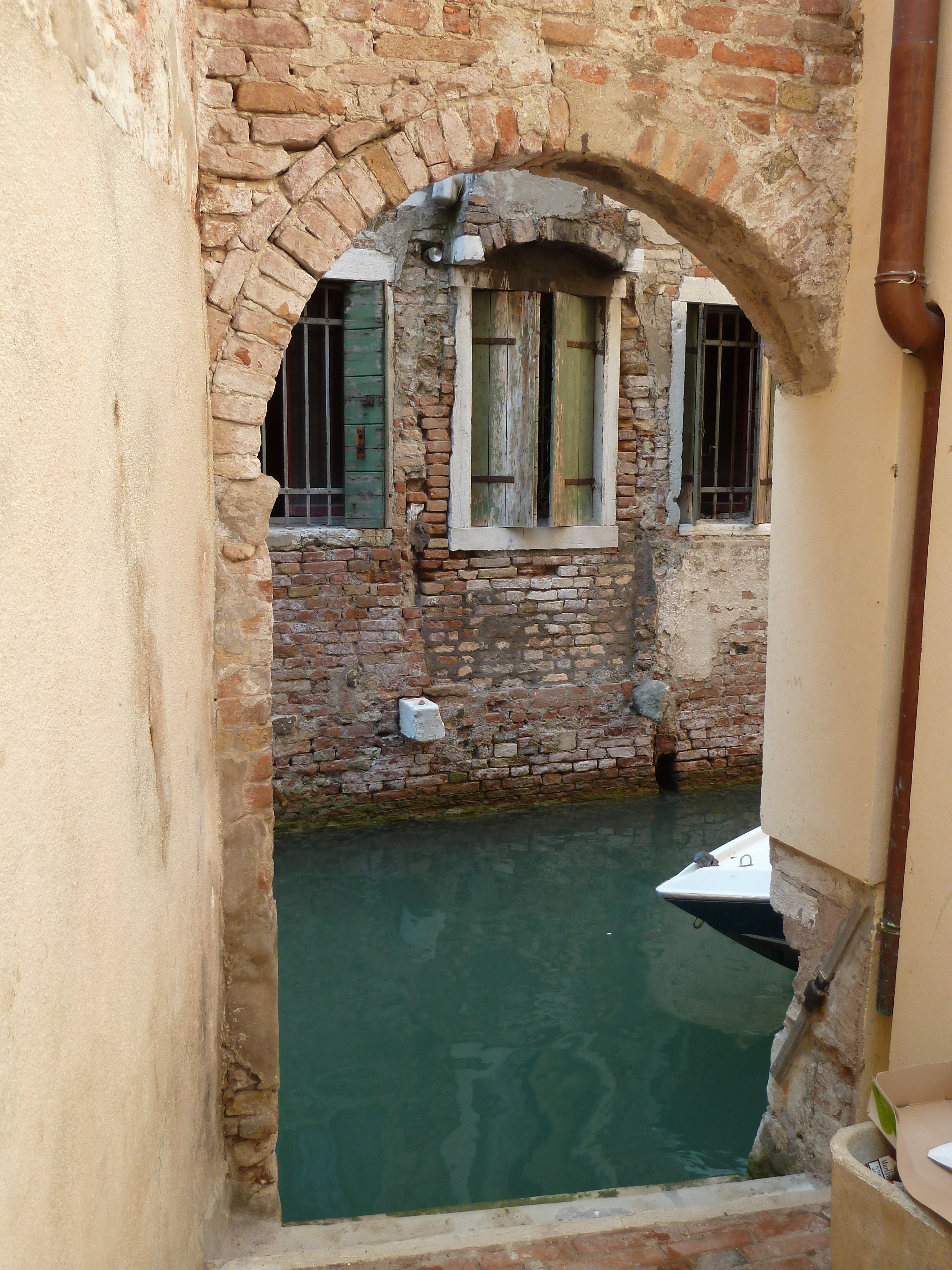
Vue sur le rio à partir du corte Malatin
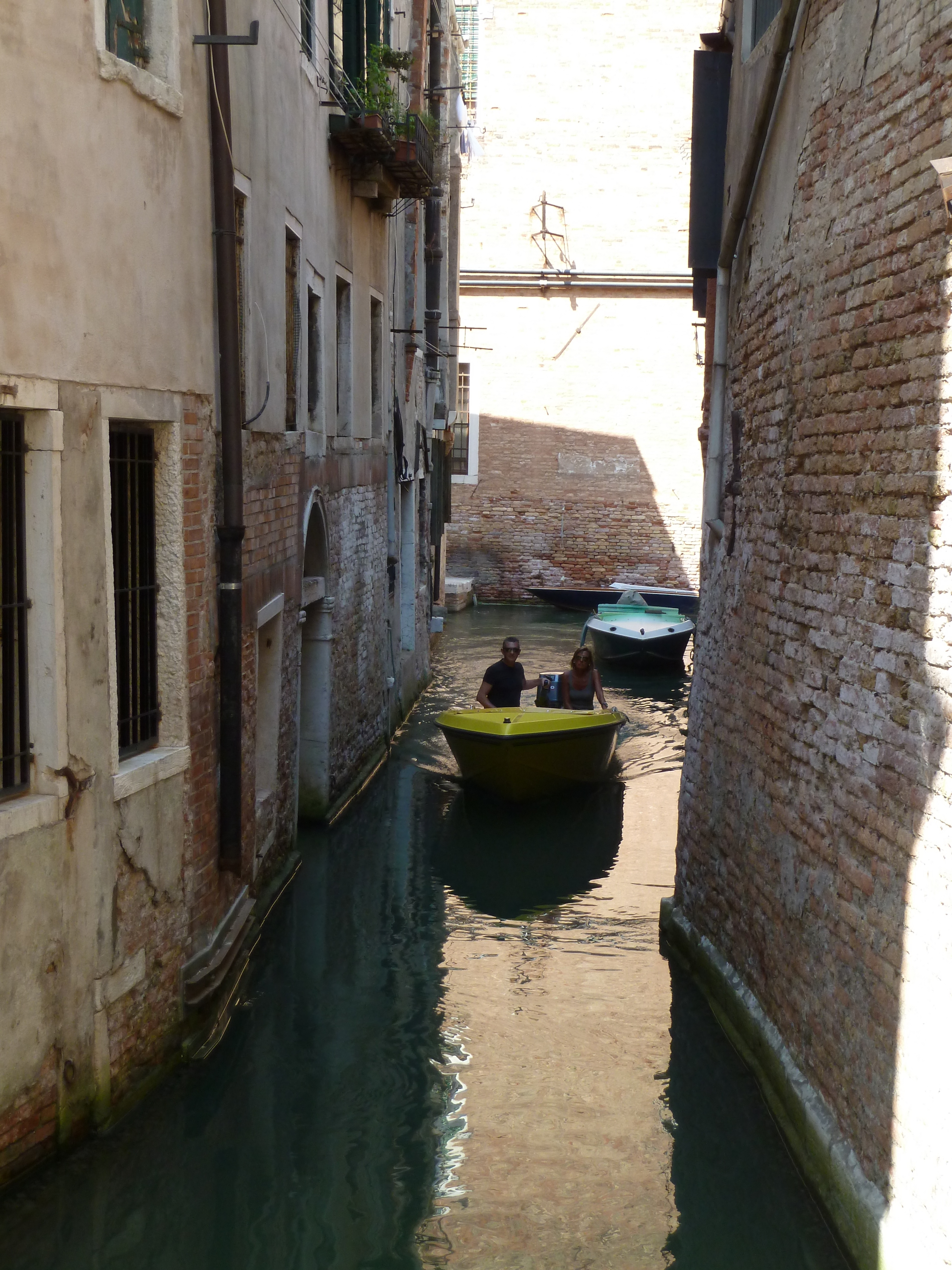
Coude du rio et mur du couvent
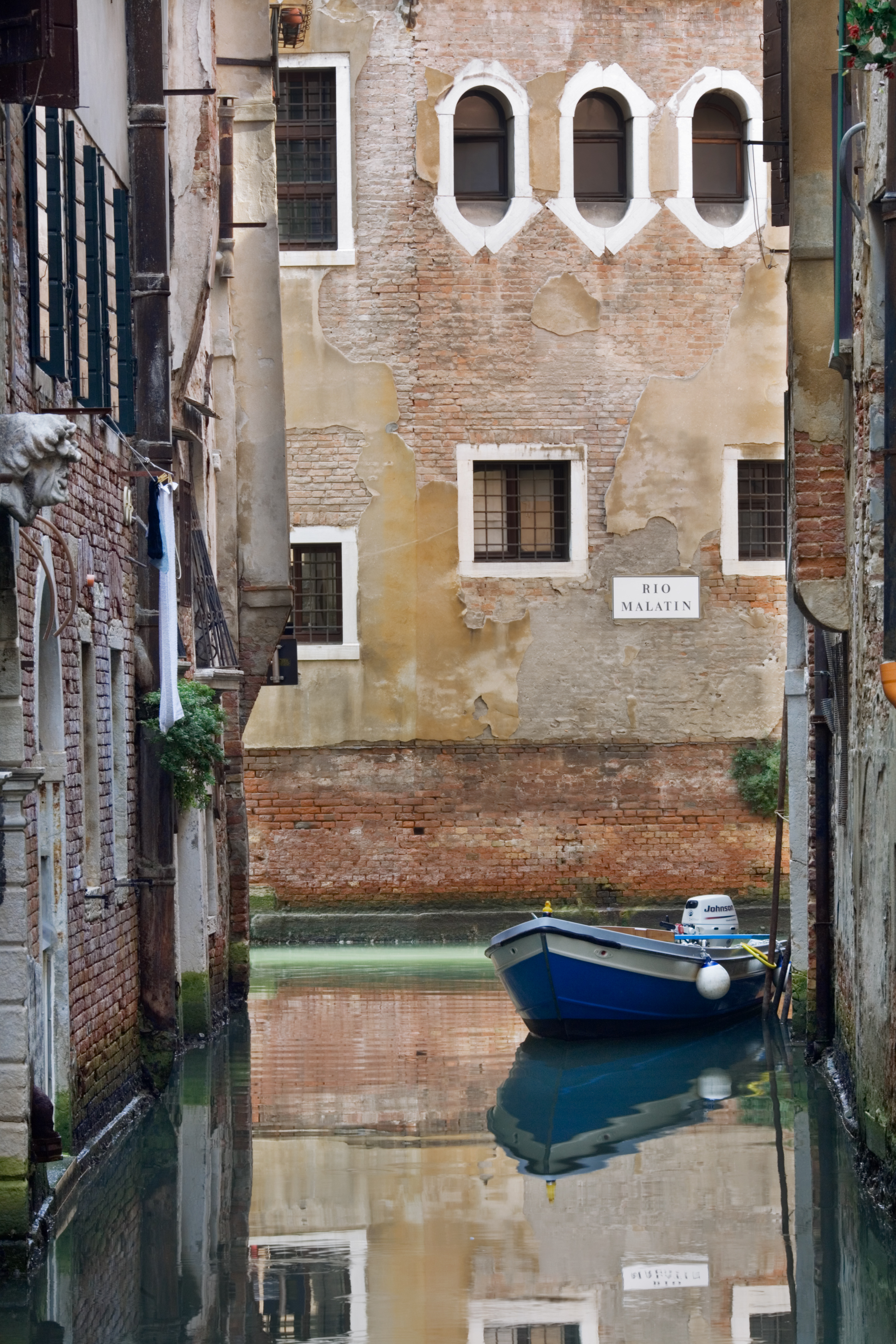
Le rio Malatin et couvent au bout du rio Menuò